# Río Arikaree
El río Arikaree (del inglés: Arikaree River) es un río de Estados Unidos perteneciente a la cuenca del río Misuri, una de las fuentes del río Republican, de 251 km de longitud. Nace cerca de Limón, en el Condado de Lincoln de Colorado. El Arikaree fluye en dirección este, adetrándose en el estado de Kansas, del cual cruza su parte noroccidental, antes de entrar en el estado de Nebraska. Al norte de Haigler, en el Condado de Dundy, se une a la fuente North Fork para dar origen al río Republican.
- Datos: Q4069243
- Multimedia: Arikaree River / Q4069243